# Battlefield 3
Battlefield 3 (ook wel afgekort tot BF3) is een first-person shooter en de opvolger van Battlefield 2, Battlefield 1942 en Battlefield 2142. Battlefield 3 is ontwikkeld door Digital Illusions CE en is uitgegeven door Electronic Arts. Het spel is in de Verenigde Staten op 25 oktober 2011 uitgekomen, terwijl dit in Europa twee dagen later gebeurde. Het spel is beschikbaar voor Windows Vista en Windows 7, de Xbox 360 en de PlayStation 3. BF3 zal niet voor de Wii U verschijnen. Windows XP wordt echter niet meer ondersteund, omdat de nieuwe engine, Frostbite 2, alleen nog DirectX 10 en 11 ondersteunt.

## Gameplay
Battlefield 3 beschikt over de grote gevechten in zowel singleplayer, coöperatieve als de multiplayer-modus waar de serie ook om bekend is. De buikligging, de gevechtsvliegtuigen en de 64-spelers gevechten die eerder afwezig waren in de Bad Company-series zijn teruggekomen in Battlefield 3. In de console-versie van het spel heeft DICE echter de multiplayer-modus beperkt tot 24 spelers vanwege hardwarebeperkingen. In een interview met GameInformer Magazine heeft EA aangegeven dat de commander-modus van Battlefield 2 niet terug te zien is in het spel. Hierop werd vanuit het EA-forum veel kritiek geleverd.

### Singleplayer
Spelers hebben de mogelijkheid om verschillende voertuigen te gebruiken, maar in de singleplayer-modus is dit beperkt. Het spel speelt zich af in 2014 en zal de speler in de rol van Staff Sergeant Henry 'Black' Blackburn plaatsen. Hij is een lid van de Amerikaanse Mariniers en wordt onder andere ingezet langs de Iraans-Iraakse grens, om tegen de PLR te vechten.

## Pre-release

### Alfa
Er was een alfaversie eind juli 2011. De uitnodigingen werden, in tegenstelling tot de bèta, willekeurig verzonden. Wel was het noodzakelijk om een Veteran status van minstens level 1 te hebben.

### Beta
De bètaversie van Battlefield 3 kon gratis uitgeprobeerd worden vanaf 29 september op alle platforms.
In deze bèta kon de map "Operation Métro" in het speltype Rush gespeeld worden. Later is ook de map "Caspian Border" hieraan toegevoegd (enkel bij de pc-versie), waarin 64 spelers online konden spelen. De mensen die Medal of Honor Limited Edition hadden gekocht, of hem hebben gereserveerd via Origin, konden de bèta twee dagen van tevoren al spelen.

## Uitbreidingen

### Back to Karkand
Het eerste uitbreidingspakket voor Battlefield 3 getiteld Battlefield 3: Back to Karkand kwam op 7 december 2011 uit voor de PlayStation 3. De versie voor de Xbox 360 en Windows was vanaf 14 december verkrijgbaar. Back to Karkand bevat speelkaarten (maps) uit het vorige deel, Battlefield 2.

### Close Quarters
Close Quarters is het tweede DLC-pakket dat focust op korteafstandsactie. Daarom zijn de maps ontworpen voor slechts 16 spelers. Close Quarters kwam in juli 2012 uit. Deze DLC zal één week eerder uitkomen voor PlayStation 3.

### Armored Kill
Armored Kill is een DLC-pakket dat op 4 september 2012 is uitgekomen. Ook deze DLC kwam één week eerder uit voor PlayStation 3 Premium. Gevolgd door pc en Xbox 360 Premium op 11 september. Daarna kwamen de PlayStation 3-spelers zonder Premium op 18 september en als laatste Xbox 360 en pc-spelers zonder Premium op 25 september. De DLC is gericht op oorlogvoering met voertuigen en krijgt daarom grote maps om op te spelen.

### Aftermath
Aftermath is het voorlaatste DLC-pakket voor Battlefield 3. Het pakket kwam uit op 27 november 2012.
Battlefield 3: Aftermath speelt zich af in de verbrijzelde wijken, straten en steden van Iran na een aardbeving.
Battlefield 3: Aftermath toont een voortdurende strijd om macht en overleving na de verwoesting. Met weinig voorzieningen zoals voertuigen zullen spelers moeten vechten tussen het stof en puin van ingestorte gebouwen. De spelers hebben extra ondersteuning in de vorm van sterk veranderde transportvoertuigen en civiele voertuigen aangepast aan de omstandigheden. Ook maakt de kruisboog zijn debuut in de Aftermath DLC, een nieuw wapen om te helpen bij het maken van geruisloze kills.
Er zijn nog weinig details vrijgegeven over Battlefield 3: Aftermath, er zullen  geen nieuwe wapens komen behalve de kruisboog en over de maps is ook nog weinig bekend behalve een paar screenshots. Er is al wel bekendgemaakt dat er een nieuwe game mode zal komen.

### End Game
End Game is het laatste DLC-pakket voor Battlefield 3 en werd uitgebracht in maart 2013. Het bevatte 4 maps en een aantal nieuwe voertuigen. De 4 maps stellen elk één seizoen voor: Kiasar Railroad voor lente, Sabalan Pipeline voor winter, Nebandan Flats voor zomer en Operation Riverside voor herfst.

## Ontvangst
| Beoordeeld door               | Platform      | Datum            | Score |
| ----------------------------- | ------------- | ---------------- | ----- |
| Gameblog.fr                   | Windows       | 27 oktober 2011  | 100%  |
| AusGamers                     | Windows       | 24 oktober 2011  | 98%   |
| Game Informer Magazine        | Windows       | 24 oktober 2011  | 95%   |
| Gaming Nexus                  | Windows       | 11 november 2011 | 91%   |
| Middle East Gamers (MEgamers) | Windows       | 30 oktober 2011  | 90%   |
| Cheat Happens                 | Windows       | 12 november 2011 | 80%   |
| PAL Gaming Network (PALGN)    | Windows       | 1 november 2011  | 80%   |
| Gamereactor (Sweden)          | PlayStation 3 | 28 oktober 2011  | 80%   |
| GamingUnion.net               | Windows       | 30 oktober 2011  | 80%   |
| Jeuxvideo.com                 | Windows       | 27 oktober 2011  | 80%   |